# 圓城寺信胤
圓城寺信胤（日语：／ Enjōji Nobutane，？—1584年5月4日〈天正12年3月24日〉）是一名日本戰國武將，龍造寺隆信的家臣。一般認為他是九州千葉家的子孫，極有可能出生九州千葉家的支流圓城寺家。
圓城寺信胤作戰勇敢出色，隨同隆信轉戰各地，因此被封為龍造寺四天王之一。1584年，島津有馬聯軍在沖田畷之戰擊敗龍造寺氏，龍造寺隆信本人陣亡，圓城寺信胤作為隆信的替身而戰死。